# Atletism la Jocurile Olimpice de vară din 2016 - Săritura cu prăjina (feminin)
Proba feminină de săritura cu prăjina de la Jocurile Olimpice de vară din 2016 a avut loc în perioada 16–19 august la Stadionul Olimpic.

## Formatul competiției
Competiția a avut două etape: una de calificare și finala. În calificări, fiecare atletă a avut dreptul la trei sărituri pentru fiecare înălțime și era eliminată dacă rata să treacă peste oricare dintre înălțimi. Atletele care au trecut peste baremul de calificare s-au calificat direct în finală. Dacă se calificau mai puțin de 12 atlete, tabelul finalei se completa până se ajungea la 12. Pentru finală fiecare atletă a avut dreptul la trei sărituri până când nu mai puteau efectua nici o săritură. 

## Recorduri
Înaintea acestei competiții, recordurile mondiale și olimpice erau următoarele:
| Record           | Atlet                 | Rezultat | Loc             | Data           |
| ---------------- | --------------------- | -------- | --------------- | -------------- |
| Recordul mondial | Elena Isinbaeva (RUS) | 5.06 m   | Zürich, Elveția | 28 august 2009 |
| Recordul olimpic | Elena Isinbaeva (RUS) | 5.05 m   | Beijing, China  | 18 august 2008 |

## Rezultate

### Calificări
Baremul de calificare: 4,60 m (C) sau printre primele 12 săritoare (c)
| Loc | Grupa | Nume                   | Țară                       | 4,15 | 4,30 | 4.45 | 4,55 | 4,60 | Rezultat  | Note |
| --- | ----- | ---------------------- | -------------------------- | ---- | ---- | ---- | ---- | ---- | --------- | ---- |
| 1   | A     | Ekaterini Stefanidi    | Grecia                     | –    | –    | –    | –    | o    | 4.60      | (C)  |
| 2   | A     | Holly Bradshaw         | Marea Britanie             | –    | –    | o    | xo   | o    | 4.60      | (C)  |
| 2   | A     | Lisa Ryzih             | Germania                   | –    | –    | –    | xo   | o    | 4.60      | (C)  |
| 2   | B     | Jennifer Suhr          | Statele Unite ale Americii | –    | –    | –    | xo   | o    | 4.60      | (C)  |
| 5   | A     | Eliza McCartney        | Noua Zeelandă              | –    | –    | xxo  | xo   | o    | 4.60      | (C)  |
| 5   | B     | Yarisley Silva         | Cuba                       | –    | –    | xo   | xxo  | o    | 4.60      | (C)  |
| 7   | B     | Martina Strutz         | Germania                   | –    | o    | xo   | o    | xo   | 4.60      | (C)  |
| 8   | A     | Kelsie Ahbe            | Canada                     | –    | o    | o    | o    | –    | 4.55      | (c)  |
| 8   | A     | Alana Boyd             | Australia                  | –    | –    | o    | o    | –    | 4.55      | (c)  |
| 8   | B     | Nicole Büchler         | Elveția                    | –    | –    | o    | o    | –    | 4.55      | (c)  |
| 8   | A     | Sandi Morris           | Statele Unite ale Americii | –    | –    | o    | o    | –    | 4.55      | (c)  |
| 8   | B     | Tina Šutej             | Slovenia                   | o    | o    | o    | o    | –    | 4.55      | (c)  |
| 13  | B     | Minna Nikkanen         | Finlanda                   | –    | o    | xo   | o    | xxx  | 4.55      |      |
| 14  | B     | Angelica Bengtsson     | Suedia                     | o    | o    | o    | xo   | xxx  | 4.55      |      |
| 14  | A     | Maryna Kylypko         | Ucraina                    | o    | o    | o    | xo   | xxx  | 4.55      |      |
| 16  | B     | Li Ling                | China                      | –    | o    | xo   | xo   | xxx  | 4.55      |      |
| 17  | A     | Michaela Meijer        | Suedia                     | –    | o    | o    | xxx  |      | 4.45      |      |
| 17  | B     | Alysha Newman          | Canada                     | –    | o    | o    | xxx  |      | 4.45      |      |
| 19  | A     | Jiřina Ptáčníková      | Cehia                      | –    | o    | xo   | xxx  |      | 4.45      |      |
| 19  | A     | Lexi Weeks             | Statele Unite ale Americii | –    | o    | xo   | xxx  |      | 4.45      |      |
| 21  | B     | Sonia Malavisi         | Italia                     | o    | o    | xxo  | xxx  |      | 4.45      |      |
| 21  | B     | Annika Roloff          | Germania                   | –    | o    | xxo  | xxx  |      | 4.45      |      |
| 23  | A     | Angelica Moser         | Elveția                    | xo   | xxo  | xxo  | xxx  |      | 4.45      |      |
| 24  | B     | Romana Maláčová        | Cehia                      | o    | o    | xxx  |      |      | 4.30      |      |
| 24  | A     | Wilma Murto            | Finlanda                   | –    | o    | xxx  |      |      | 4.30      |      |
| 24  | B     | Marta Onofre           | Portugalia                 | o    | o    | xxx  |      |      | 4.30      |      |
| 27  | B     | Tori Pena              | Irlanda                    | o    | xo   | xxx  |      |      | 4.30      |      |
| 28  | A     | Vanessa Boslak         | Franța                     | o    | xxo  | xxx  |      |      | 4.30      |      |
| 29  | A     | Joana Costa            | Brazilia                   | o    | xxx  |      |      |      | 4.15      |      |
| 29  | B     | Annika Newell          | Canada                     | o    | xxx  |      |      |      | 4.15      |      |
| 29  | B     | Diamara Planell        | Puerto Rico                | o    | xxx  |      |      |      | 4.15      |      |
| 29  | A     | Femke Pluim            | Olanda                     | o    | xxx  |      |      |      | 4.15      |      |
| 29  | A     | Maria Leonor Tavares   | Portugalia                 | o    | xxx  |      |      |      | 4.15      |      |
| 34  | B     | Iryna Yakaltsevich     | Belarus                    | xxo  | xxx  |      |      |      | 4.15      |      |
| 35  | B     | Fabiana Murer          | Brazilia                   | –    | –    | –    | xxx  |      | fără notă |      |
| 35  | A     | Ren Mengqian           | China                      | xxx  |      |      |      |      | fără notă |      |
| 36  | B     | Nikoleta Kyriakopoulou | Grecia                     |      |      |      |      |      | (DNS)     |      |
| 36  | A     | Robeilys Peinado       | Venezuela                  |      |      |      |      |      | (DNS)     |      |

|}

### Finala
| Loc | Nume                | Țară                       | 4.35 | 4.50 | 4.60 | 4.70 | 4.80 | 4.85 | 4.90 | Rezultat | Note |
| --- | ------------------- | -------------------------- | ---- | ---- | ---- | ---- | ---- | ---- | ---- | -------- | ---- |
| 1   | Ekaterini Stefanidi | Grecia                     | –    | –    | o    | o    | xo   | xo   | xxx  | 4.85     |      |
| 2   | Sandi Morris        | Statele Unite ale Americii | –    | o    | o    | xo   | xo   | xo   | xxx  | 4.85     |      |
| 3   | Eliza McCartney     | Noua Zeelandă              | –    | o    | o    | o    | o    | xxx  |      | 4.80     | (RN) |
| 4   | Alana Boyd          | Australia                  | –    | o    | o    | xxo  | xo   | xxx  |      | 4.80     |      |
| 5   | Holly Bradshaw      | Marea Britanie             | –    | o    | xo   | o    | xxx  |      |      | 4.70     | (SB) |
| 6   | Nicole Büchler      | Elveția                    | –    | o    | xxo  | o    | x–   | xx   |      | 4.70     |      |
| 7   | Jennifer Suhr       | Statele Unite ale Americii | –    | –    | xo   | xxx  |      |      |      | 4.60     |      |
| 7   | Yarisley Silva      | Cuba                       | –    | o    | xo   | xxx  |      |      |      | 4.60     |      |
| 9   | Martina Strutz      | Germania                   | o    | o    | xxo  | xxx  |      |      |      | 4.60     |      |
| 10  | Lisa Ryzih          | Germania                   | –    | o    | –    | xxx  |      |      |      | 4.50     |      |
| 11  | Tina Šutej          | Slovenia                   | o    | xo   | xxx  |      |      |      |      | 4.50     |      |
| 12  | Kelsie Ahbe         | Canada                     | xxo  | xxo  | xxx  |      |      |      |      | 4.50     |      |

## Legendă
RA Record african | AM Record american | AS Record asiatic | RE Record european | OCRecord oceanic | RO Record olimpic | RM Record mondial | RN Record național | SA Record sud-american | RC Record al competiției | DNF Nu a terminat | DNS Nu a luat startul | DS Descalificare | EL Cea mai bună performanță europeană a anului | PB Record personal | SB Cea mai bună performanță a sezonului | WL Cea mai bună performanță mondială a anului